# William Caspar Graustein
William Caspar Graustein (né le 15 novembre 1888 à Cambridge (Massachusetts) où il est mort le 22 janvier 1941) est un mathématicien américain.

## Biographie
Graustein fait des études de mathématiques à l'université Harvard, où il obtient son baccalauréat en 1910. Il se spécialise ensuite en géométrie différentielle. En 1911, il obtient sa maîtrise à l'université  Harvard. En automne 1911, il rejoint Eduard Study à l'université de Bonn, où il obtient son doctorat 
summa cum laude en 1913 avec une thèse intitulée Eine reelle Abbildung analytischer komplexer Raumkurven,. Une relation personnelle étroite s'est développée et Study a eu une grande influence sur Graustein. Ce dernier est incité, par la lecture des livres de Felix Klein, à étudier la géométrie.
Après une courte période en tant qu'instructeur à l'université Harvard, Graustein part à Houston en 1914 en tant que professeur associé au Rice Institute nouvellement fondé qui devient plus tard l'université Rice. Au cours des quatre années qui ont suivi, lui et son ami Griffith Conrad Evans créent ce qui est alors devenu le meilleur centre mathématique des États du sud. Vers la fin de la première Guerre mondiale, Graustein sert comme sous-lieutenant au Aberdeen Proving Ground (le centre de recherche balistique de l'armée américaine). De 1919 jusqu'à sa mort dans un accident de la circulation, il est professeur de mathématiques à l'université Harvard. De 1932 à 1937, il y dirige le département de mathématiques.
Graustein a travaillé en géométrie complexe et sur les invariants de la géométrie différentielle classique, les parallèles sur les surfaces et les surfaces minimales harmoniques. Le théorème de Whitney-Graustein porte son nom et celui de Hassler Whitney.
De 1936 à 1941, Graustein est l'un des éditeurs des Transactions of the American Mathematical Society.
Graustein est marié depuis 1921 avec la mathématicienne Mary Graustein, avec qui il séjournait régulièrement en Europe avant la Seconde Guerre mondiale. En 1945, son frère aîné Archibald a fondé le William Caspar Graustein Memorial Fund à Havard, qui finance une chaire à son nom. En 1993, le fils d'Archibald, le géochimiste William C. Graustein, a ajouté 50 millions de dollars au fonds.

## Honneurs
En 1924, Graustein est élu à l'Académie américaine des arts et des sciences.
Depuis 1970, l'American Mathematical Society décerne le prix Leroy P. Steele, en honneur de William Caspar Graustein, George David Birkhoff et William Fogg Osgood.

## Écrits
Livres :
- avec W. F. Osgood, Plane and solid analytic geometry, 1921
- Introduction to higher geometry, 1930
- Differential Geometry, 1935

Articles :
- « Invariant methods in classical differential geometry », Bulletin of the American Mathematical Society,‎ août 1930, p. 489–521.
- « Parallelism and equidistance in classical differential geometry », Transactions of the American Mathematical Society,‎ juillet 1932, p. 557–593.
- « The geometry of Riemannian spaces », Transactions of the American Mathematical Society,‎ juillet 1934, p. 542–585.
- « Harmonic minimal surfaces », Transactions of the American Mathematical Society,‎ mars 1940, p. 173–206